# Bahreinska rukometna reprezentacija
Bahreinska rukometna reprezentacija predstavlja državu Bahrein u športu rukometu.
Krovna organizacija:

## Poznati igrači i treneri

### Popis igrača zasvjetsko prvenstvo 2019.
- Mohamed Abdulhusain
- Mohamed Abdulredha
- Hasan Al-Fardan
- Jasim Al-Salatna
- Hasan Al-Samahiji
- Husain Al-Sayyad
- Bilal Basham
- Mohamed Habib
- Ahmed Husain
- Ahmed Jalal
- Ali Khamis
- Hasan Madan
- Husain Mahfoodh
- Komail Mahfoodh
- Ali Merza
- Mohamed Merza
- Mahdi Saad
- Abdulla Yaseen

## Nastupi naAP
- prvaci:
- doprvaci: 2010., 2014., 2016, 2018., 2022.
- treći: 1995., 2024.

## Nastupi naAzijskim igrama
- prvaci:
- doprvaci:
- treći:

## Nastupi naOI
- prvaci:
- doprvaci:
- treći:

## Nastupi naSP
- prvaci:
- doprvaci:
- treći: